# 二重構造
二重構造（にじゅうこうぞう）とは、社会学用語の一つ。これは社会の中に、二つの構造がそれぞれの比重が大きいという状態で同時に存在していることを言う。一つの社会の中に近代的な要素と前近代的な要素が、それぞれの比重が大きいという形で同時に存在しているという形にである。このような二重構造である社会には大きな格差が存在しており、社会においての前近代的な要素に置かれている人間というのは、近代的な要素に置かれている人間と比較してみれば、それは設備や収入が劣った状態に置かれているといった状態にである。一つの社会の中に大企業と小企業が置かれているというのも社会が二重構造となっている形態である。この場合の大企業というのは最新の生産設備が導入された上で高い生産性が上げられているのに対して、小企業ならば生産方法が伝統的であるなど古い形式であるため生産性は低い。このことから大企業と小企業のそれぞれで働く従業員の賃金を比較してみれば、大企業の方がはるかに高いということであり、社会に大企業と小企業が同時に存在するという二重構造が、労働者の間での賃金格差を発生させているということにもなっている。